# 卡纳韦尔迪
卡纳韦尔迪是巴西米纳斯吉拉斯州的一个市镇。总面积212.367平方公里，总人口5712人，人口密度26.9人/平方公里。